# На Далекому Сході
«На Далекому Сході» (інша назва: Мужність) — радянський художній фільм 1937 року, знятий режисерами Давидом Мар'яном і Юхимом Ароном на кіностудії «Мосфільм».

## Сюжет
За мотивами роману Петра Павленка «На Сході». Про будівництво на Далекому Сході важливої прикордонної дороги, яка повинна перетнути Золотий перевал.

## У ролях
- Микола Боголюбов — Штокман
- Лев Свердлін — Цой
- Михайло Болдуман — Михайло Семенович
- Ніна Кошкіна — Наташа
- Василь Зайчиков — Зарецький
- Микола Івакін — Малієнко
- Сергій Антимонов — Янков
- Володимир Уральський — Луза
- Микола Дорохін — Лубєнцов
- Марія Ключарьова — Женя Тарасенкова
- Лідія Дейкун-Благонравова — Варвара
- Лідія Коренєва — Іверцева
- В. Шелонов — Черняєв
- Ден-тен Лі — Ю Шань
- Георгій Бударов — командир
- Людмила Садікова — Мурзіна
- Микола Трофімов — кухар

## Знімальна група
- Режисери — Давид Мар'ян, Юхим Арон
- Сценаристи — Петро Павленко, Станіслав Уейтінг-Радзинський
- Оператор — Валентин Павлов
- Композитор — Георгій Мілютін
- Художник — Василь Комарденков